# Петровск-Кавказский
Петровск-Кавказский — бывший посёлок городского типа в Дагестане, входил в Махачкалинский горсовет. Ныне микрорайон города — Махачкала 1-я.

## Географическое положение
Располагался у северного подножья г. Анджи-Арка, в 3 км северо-западнее г. Махачкала. Охватывал территорию нынешних улиц Б.Хмельницкого, Комарова, Чайковского, Транспортная, Громова и Миразбекова ((Орджоникизде) (нижние части)).

## История
Возник в 1894 году, как поселок при железнодорожной станции Петровск-Кавказский (ныне Махачкала 1-Сортировочная). В поселке поселились работники железнодорожной станции и ремонтных мастерских.

В 1905 году поселок становится одним из центров революционных выступлений в Дагестане.

В том же году на деньги собранные жителями возводится церковь Иконы Иверской Божьей Матери (ныне Свято-Успенский кафедральный собор).

В 1926 г. пристанционный посёлок Петровск-Кавказский состоял из 138 домовладений.
В 1929 году железнодорожная станция Петровск-Кавказский переименовывается в Махачкала 1-Сортировочная.

6 декабря 1929 года поселку присваивают статус городского типа. 

Включен в состав города Махачкала в середине 1930-х годов.

## Население
Национальный состав
По данным Всесоюзной переписи населения 1926 года население посёлка составляло 1552 человека (782 мужчины и 770 женщин), национальный состав:
| Народ    | Численность, чел. | Доля от всего населения, % |
| -------- | ----------------- | -------------------------- |
| русские  | 1303              | 84,0 %                     |
| украинцы | 171               | 11,0 %                     |
| аварцы   | 16                | 1,0 %                      |
| прочие   | 62                | 4,0 %                      |
| 1552     | 100,00 %          |                            |

## Уроженцы
Брюно, Борис Степанович (1910—1995) — певец, общественный деятель.